# Xã Caln, Quận Chester, Pennsylvania
Xã Caln (tiếng Anh: Caln Township) là một xã thuộc quận Chester, tiểu bang Pennsylvania, Hoa Kỳ. Năm 2010, dân số của xã này là 13.817 người.